# British Chess Magazine

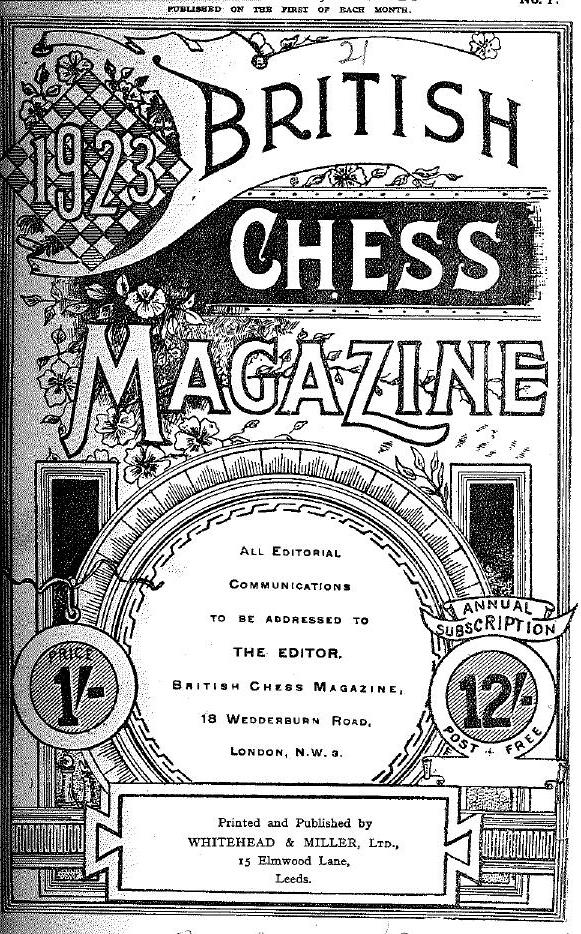
Portada del British Chess Magazine de 1923

La British Chess Magazine es la revista de ajedrez más antigua del mundo en publicación continua. Publicada por primera vez en enero de 1881, ha aparecido mensualmente incluso durante la Primera Guerra Mundial y la Segunda Guerra Mundial. En el mundo del ajedrez frecuentemente se conoce como BCM.
El fundador y primer editor general de la revista fue John Watkinson (1833-1923). Había editado previamente el Huddersfield College Magazine, que fue la precursora del British Chess Magazine. Desde el principio, la revista se dedicó a la cobertura del ajedrez en todo el mundo y no solo en Gran Bretaña.
Es una revista independiente y de propiedad, totalmente independiente de la Federación Británica de Ajedrez (ahora Federación Inglesa de Ajedrez) con la que su nombre ha sido confundido en más de una ocasión.

## Editores Generales
- John Watkinson (1833-1923), editor fundador 1881-1887.
- Robert Frederick Green (1856-1925), editor 1888-1893.
- Isaac McIntyre Brown (1858-1934), editor 1894-1920.
- Richard Griffith (1872-1955), editor 1920-1937 y algunos meses en 1940.
- Harry Golombek (1911-1995), editor 1938-1940, Maestro Internacional.
- Julius du Mont (1881-1956), editor 1940-1949.
- Brian Reilly (1901-1991), editor 1949-1981.
- Bernard Cafferty (nacido en 1934), editor 1981-1992, Maestro FIDE.
- Murray Chandler (nacido en 1960), editor 1992-1999, Gran Maestro.
- John Saunders (nacido en 1953), editor 1999-actualidad (2007).
- Steve Giddins